# البطولات الوطنية الأمريكية 1955 (كرة مضرب)
قائمة بالأبطال في 1955 البطولات الوطنية الأمريكية لكرة المضرب (المعروفة الآن باسم أمريكا المفتوحة):

## الكبار

### فردي رجال
توني ترابرت هزم  كين روزوال 9-7 6-3 6-3

### فردي سيدات
دوريس هارت هزم  باتريسيا وارد هالز 6-4, 6-2